# José Afonso de Morais Torres
Dom José Afonso de Morais Torres, CM, (Rio de Janeiro, 23 de janeiro de 1805 — 19 de novembro de 1865 em Caldas, Minas Gerais) foi um religioso brasileiro da Congregação da Missão onde ordenou-se a 1º de março de 1828. Indicado ao episcopado no dia 22 de janeiro de 1844, foi ordenado bispo no dia 21 de abril do mesmo ano, pelas mãos de Dom Manuel do Monte Rodrigues de Araújo, bispo do Rio de Janeiro, e Dom Pedro de Santa Mariana e Sousa, OCD, bispo auxiliar do Rio de Janeiro.
Renunciou no dia 24 de setembro de 1857, aos 52 anos de idade, tornando-se bispo emérito de Belém do Pará. Faleceu aos 60 anos de idade e 21 de episcopado, no dia 19 de novembro de 1865, em Caldas, MG.

## Sucessão
Dom José Afonso de Morais Torres é o nono bispo do Pará, sucedeu a Dom Romualdo de Sousa Coelho e teve como sucessor Dom Antônio de Macedo Costa.

## Ordenações episcopais
Dom Afonso foi co-celebrante da sagração episcopal de:
- Dom Antônio Ferreira Viçoso, CM (1787-1875), bispo de Mariana.